# Rudolf Dušek
Rudolf Dušek (20. listopadu 1917 Nusle – 29. února 2012 Praha) byl český katolický kněz, jezuita, pedagog, psycholog a vězeň nacistického i komunistického režimu v Československu.

## Život

### Období do konce II. světové války
Narodil se v Nuslích u Prahy v katolické rodině. V letech 1928-1936 navštěvoval arcibiskupské gymnázium v Praze-Bubenči. Po maturitě v roce 1936 vstoupil do Tovaryšstva Ježíšova. Po dvouletém noviciátu v Benešově absolvoval tříleté studium filozofie na jezuitském Filozofickém institutu v Benešově. V roce 1941 odešel na velehradské gymnázium, kde se stal prefektem nejmladších chlapců a zároveň je vyučoval latině.
V letech 1942-1944 studoval teologii v Praze. Univerzita byla tehdy už zrušena a jezuitský dům obsazen. Mladí jezuitští studenti se proto odstěhovali na Strahov k premonstrátům, kde pokračovali ve svém studiu pod vedením několika starších spolubratrů. Na některé předměty studenti docházeli na diecézní učiliště u františkánů při kostele Panny Marie Sněžné. Mezi přednášejícími byli i známí profesoři Jan Merell, Konůpek a Václav Bogner. Po dvouletém studiu teologie byl na Strahově 22. července 1944 zatčen gestapem. Byl nejprve vyslýchán a uvězněn v Praze na Pankráci. Poté byl poslán do koncentračního tábora v Terezíně. V soudním spise byl u jeho jména zápis RU (něm. Rückkehr unerwünscht – návrat nežádoucí). Život mu zachránilo jen to, že již po roce věznění v Terezíně skončila II. světová válka.
Po návratu z Terezína se léčil na skvrnitý tyfus a revmatismus. Udělal si rychlokurz angličtiny a v prosinci 1945 odjel do Anglie, kde na Heythrop College u Oxfordu dokončil studia teologie. V Anglii byl také 12. září 1946 vysvěcen na kněze. Po roce se vrátil do Československa a žil v jezuitské koleji při kostele sv. Ignáce v Praze. V letech 1947-1950 studoval latinu a historii na Filozofické fakultě Univerzity Karlovy v Praze. Zároveň se staral o Mariánskou družinu studentů a s jezuitským spolubratrem Adolfem Kajprem chodil do kroužku vysokoškolských studentů klasické filologie.

### V období komunistické totality
V době konání akce „K“ se připravoval na zkoušky, a tak se mu podařilo vyhnout se internaci. Zhruba dva měsíce se ukrýval u příbuzných a známých, kteří zatím připravovali jeho odchod do zahraničí. Dne 10. června 1950 odjel do Plzně, kde byl na nádraží při náhodné perlustraci zatčen. Více než dva měsíce vydržel i přes fyzický a psychický nátlak zapírat. Doznání učinil až v srpnu 1950. Proces se konal ve dnech 17. – 18. ledna 1951 před Státním soudem v Praze. Byl odsouzen pro trestné činy velezrady, vyzvědačství ve prospěch Vatikánu a účastenství na podvodu (výměna fotografií v jeho vysokoškolském indexu) na 12 let odnětí svobody a řadu vedlejších trestů. Spolu s ním bylo odsouzeno dalších šest osob, které se „provinily“ tím, že mu poskytly pomoc. V letech 1952–1954 prodělal ve vězení recidivu tuberkulózy (poprvé onemocněl v době, kdy byl nacisty vězněn v Terezíně). Při jedné amnestii mu byl sice trest milostivě snížen na 11 a půl roku, ale propuštěn byl až z Mírova, kde prožil osm let svého věznění, na velkou amnestii začátkem května 1960. V komunistickém žaláři se setkal s velkými osobnostmi tehdejší církve, s františkánem Janem Evangelistou Urbanem, s řeckokatolickým biskupem Vasilem Hopkem, který byl později blahořečen, s teologem Otou Mádrem nebo dominikánem Reginaldem Dacíkem.
Po propuštění mu nebylo dovoleno vykonávat kněžské povolání a byl nadále sledován Státní bezpečností, která na něho vedla svazek až do 27. července 1984, kdy byl svazek ukončen a uložen do archivu. V letech 1960–1968 pracoval v družstvu Drutěva. Později se stal vedoucím v chráněné dílně pro invalidní mládež. Soukromě se věnoval defektologii. Pro zvýšení kvalifikace absolvoval i dvouleté studium sociální práce, které tehdy zřídil Magistrát hlavního města Prahy.
Po pražském jaru v roce 1968 dostal „státní souhlas“ k vykonávání duchovní služby a několik měsíců působil v kostele sv. Ignáce na Karlově náměstí a potom krátce v Košířích. Ještě v témže roce přešel do Ústavu sociální péče v Horním Maxově, kde působily jako ošetřovatelky Anglické panny, a pak do Leontýna u Křivoklátu, kde byly sestry boromejky. V roce 1971 působil na mariánském poutním místě v Dolním Ročově u sester voršilek, které pracovaly jako zdravotní sestry v dětské psychiatrické léčebně. Působil i v místní duchovní správě a také v okolních farnostech.

### Období po sametové revoluci
V letech 1990-1992 byl správcem děkanství v Lounech. V roce 1992 přešel do Bohosudova, kde se otevíralo znovu založené biskupské gymnázium, aby tam zasedal v komisi při přijímacích zkouškách.
V září 1993 odešel do Kolína, kde působil však jen krátce. V prosinci 1993 se pak přemístil do Prahy ke kostelu sv. Ignáce. Pracoval na provincialátě jako sekretář a v duchovní správě. Od roku 1994 se věnoval dvěma Mariánským družinám a inicioval založení Společenství křesťanského života (SKŽ). V letech 1995–1999 působil jako socius provinciála, pak do roku 2004 jako archivář a redaktor provinčního zpravodaje. I když od roku 2004 byl již odpočinku v pražské jezuitské komunitě, sloužil v kostele sv. Ignáce. Nadále vedl mariánské družiny a společenství křesťanského života a zajížděl do Kolína vyučovat v noviciátě a vypomáhat v duchovní správě v Křečhoři.

### Závěr života
V posledních letech svého života byl již v domácím léčení, ale dokud mohl, denně sloužil mši svatou. Zemřel 29. února 2012. Poslední rozloučení s ním se konalo ve středu 7. března 2012 ve 13 hodin v pražském jezuitském kostele sv. Ignáce na Karlově náměstí. Obřady posledního rozloučení vedl pražský světící biskup Karel Herbst, kněží z blízka i z dáli, řeholní spolubratři v čele s provinciálem Františkem Hylmarem a asi čtyři stovky věřících.